# Live Trax II
Live Trax II es un EP del grupo musical estadounidense Megadeth lanzado en 1997. Las pistas en vivo fueron grabadas en la Mesa Amphitheatre, Mesa, Arizona, el 13 de julio de 1997. Solo fue lanzado en Japón y fue vendido con un disco de bonus junto al álbum de estudio Cryptic Writings en un pack.

## Lista de canciones
1. "Almost Honest (en vivo)"
2. "A Tout Le Monde (en vivo)"
3. "Sweating Bullets (en vivo)"
4. "Symphony of Destruction (en vivo)"
5. "Anarchy in the U.K. (en vivo)"
6. "Almost Honest (Mix Ambiental)"
7. "Almost Honest (Mix Supercargado)"

## Miembros
- Dave Mustaine - guitarra
- Marty Friedman - guitarra
- David Ellefson - bajo
- Nick Menza - batería

- Datos: Q1953608